# Wang Yue (Schachspieler)
Wang Yue (chinesisch 王玥, Pinyin Wáng Yuè, * 31. März 1987 in Taiyuan, Provinz Shanxi) ist ein chinesischer Schachspieler.

## Leben
Das Schachspielen lernte Wang im Alter von sechs Jahren. Er studierte an der Nankai-Universität in Tianjin. Im Jahre 2000 wurde er FIDE-Meister und 2004 Großmeister.

## Erfolge

### Nationalmannschaft
In den Jahren 2000 und 2002 nahm Wang mit der chinesischen Nationalmannschaft an U16-Schacholympiaden teil. 2002 in Kuala Lumpur holte er mit dem Team die Goldmedaille und erhielt eine individuelle Goldmedaille für sein Ergebnis von 8,5 Punkten aus 10 Partien am ersten Brett. Bei den Asienspielen 2006 in Doha gewann die chinesische Nationalmannschaft mit Wang an Brett 2 die Silbermedaille, bei den Asienspielen 2010 in Guangzhou gewann diese mit Wang am Spitzenbrett die Goldmedaille. Wang Yue nahm an den Schacholympiaden 2004, 2006, 2008, 2010, 2012 und 2014 teil. 2006 in Turin holte er an Brett 4 mit der Nationalmannschaft die Silbermedaille und erhielt für sein Ergebnis von 10 Punkten aus 12 Partien eine individuelle Goldmedaille sowie eine individuelle Silbermedaille für seine Elo-Performance von 2837, mit der Mannschaft gewann er 2014 in Tromsø. Die asiatischen Mannschaftsmeisterschaften gewann er mit China 2008 in Visakhapatnam und 2012 in Zaozhuang, bei den Mannschaftsweltmeisterschaften 2011 und 2013 erreichte er mit China den zweiten Platz. Außerdem gelang ihm 2011 das beste Ergebnis am zweiten Brett, 2013 das drittbeste Ergebnis am dritten Brett.

### Vereine
In China spielt er seit 2005 für Tianjin, mit dem er 2013 Meister wurde. In Russland spielte er 2010 für den Verein Ekonomist-SGSEU-1 Saratow, mit dem er auch am European Club Cup 2008 teilnahm.

### Einzelerfolge
Im Jahre 1999 wurde Wang im spanischen Oropesa del Mar U12-Weltmeister. Bei der U14-Weltmeisterschaft ein Jahr später am gleichen Ort wurde er Zweiter. Die chinesische Einzelmeisterschaft gewann er im Dezember 2005 in Peking. Beim Aeroflot Open im Februar 2007 in Moskau landete er auf dem geteilten zweiten Platz. Das Open in Cappelle-la-Grande im März 2007 gewann er im Tie-Break. Seinen bisher größten Erfolg erzielte Wang im Mai 2008, als er gemeinsam mit Magnus Carlsen und Vugar Gashimov den Sieg im ersten Turnier des FIDE Grand Prix 2008–2010 in Baku teilte. Im August 2008 war er mit 8,5 Punkten aus 10 Partien bester Spieler beim NH Chess Tournament. Im September 2010 wurde er in Zürich mit 8,5 Punkten aus 9 Partien Studentenweltmeister. Zum Jahreswechsel 2011/2012 gewann er als erster chinesischer Spieler das Hastings Premier mit 7,5 Punkten aus 9 Partien. Den chinesischen Einzelmeistertitel konnte er sich im April 2013 in Xinghua zum zweiten Mal sichern. Für den Schach-Weltpokal qualifizierte sich Wang Yue viermal (2005, 2007, 2009 und 2011).

### Rating
Mit seiner bisher höchsten Elo-Zahl von 2756 lag er im November 2010 auf dem zehnten Platz der FIDE-Weltrangliste und führte die chinesische Elo-Rangliste an. Als er im Oktober 2007 bei seiner Elo-Zahl die 2700er-Grenze überschritt, war dies damals die höchste Elo-Zahl, die ein chinesischer Schachspieler seit Einführung dieser Wertungszahl im Jahr 1970 je hatte.